# Напланум
Напланум је био оснивач државе Ларса у древној Месопотамији.

## Владавина
Град-држава Ларса настала је одвајањем од Сумерско-акадског царства у време његовог последњег владара Иби-Сина. Вођа Аморита, Напланум, је око 2025. године п. н. е. успоставио своју династију са центром у граду Ларси следећи пример Ишби-Ера, владара Исина. Према краћој хронологији, Напланум је владао од 1961. до 1940. године п. н. е. Наследио га је син Емикум. 

## Владари Ларсе
| Владар      | Владавина                                           | Коментар                          |
| ----------- | --------------------------------------------------- | --------------------------------- |
| Напланум    | око 1961—1940. п. н. е. (према краткој хронологији) | Оснивач династије                 |
| Емикум      | око 1940—1912. п. н. е.                             |                                   |
| Самиум      | око 1912—1877. п. н. е.                             |                                   |
| Забаија     | око 1877—1868. п. н. е.                             |                                   |
| Гунгунум    | око 1868—1841. п. н. е.                             |                                   |
| Абисарих    | око 1841—1830. п. н. е.                             |                                   |
| Суму-Ел     | око 1830—1801. п. н. е.                             |                                   |
| Нур-Адад    | око 1801—1785. п. н. е.                             |                                   |
| Синидин     | око 1785—1778. п. н. е.                             | Нур-Ададов син                    |
| Синаериб    | око 1778—1776. п. н. е.                             |                                   |
| Синикиш     | око 1776—1771. п. н. е.                             | Савременик Замбије од Исина       |
| Цили-Адад   | око 1771—1770. п. н. е.                             |                                   |
| Варад-Син   | око 1770—1758. п. н. е.                             | син Кудурмабуга                   |
| Рим-Син I   | око 1758—1699. п. н. е.                             | син Кудурмабуга                   |
| Хамураби    | око 1699—1686. п. н. е.                             | Под вавилонском влашћу            |
| Шамсу-Илуна | око 1686—1678. п. н. е.                             | Под вавилонском влашћу            |
| Рим-Син II  | око 1678—1674. п. н. е.                             | Погинуо у устанку против Вавилона |